# Furious 7
Furious 7 (bra: Velozes e Furiosos 7; prt: Velocidade Furiosa 7), também conhecido como Fast & Furious 7, é um filme ação estadunidense de 2015, dirigido por James Wan e escrito por Chris Morgan, sendo o sétimo filme da franquia The Fast and the Furious e a sequência de Fast & Furious 6, de 2013. É estrelado por Vin Diesel, Paul Walker (postumamente), Dwayne Johnson, Michelle Rodriguez, Jordana Brewster, Tyrese Gibson, Ludacris e Jason Statham. No filme, Dominic Toretto, Brian O'Conner e sua equipe são recrutados pelo líder de operações secretas, Sr. Ninguém, para evitar que o terrorista Mose Jakande obtenha um programa de hacking; enquanto isso, Deckard Shaw, um ex-soldado das forças especiais que busca vingar seu irmão mais novo que se encontra em coma, coloca a equipe em perigo mais uma vez.
Os planos para uma sétima parte da franquia The Fast and the Furious foram anunciados pela primeira vez em fevereiro de 2012, quando Johnson afirmou que a produção do filme começaria após a conclusão de Fast & Furious 6. Em abril de 2013, James Wan, conhecido principalmente por fazer filmes de terror, foi anunciado para a direção do filme; o casting contou com os retornos de Diesel e Walker naquele mesmo mês. As filmagens começaram em setembro em Atlanta, mas foram suspensas indefinidamente em novembro por conta do acidente automobilístico que matou Paul Walker; a produção foi retomada em abril de 2014 sendo encerrada em julho, com os irmãos de Walker, Caleb e Cody, substituindo o ator nas cenas restantes. O imprevisto causou atrasos e fez com que o filme tivesse um cronograma apertado. Outros locais de filmagem incluíram Los Angeles, locações em Colorado, Abu Dhabi e Tóquio. Brian Tyler, que havia composto a trilha sonora de Fast Five (2011), voltou para compor a trilha de Furious 7.
Furious 7 estreou no TCL Chinese Theatre em Los Angeles em 1º de abril de 2015 e foi lançado comercialmente nos Estados Unidos em 3 de abril, pela Universal Pictures. Se tornou um sucesso de bilheteria, recebendo críticas positivas da crítica por suas sequências de ação e sua emocionante homenagem a Walker, com muitos o considerando como o melhor filme da franquia. Arrecadou mais de US$ 1,5 bilhão em todo o mundo, tornando-se o terceiro filme de maior bilheteria de 2015 e o quarto filme de maior bilheteria de todos os tempos na época de seu lançamento. Furious 7 também estabeleceu o recorde de segundo maior fim de semana de estreia até então, arrecadando US$ 397,6 milhões em todo o mundo. Foi o filme de maior bilheteria de 2015 internacionalmente e se tornou rapidamente o filme de maior bilheteria da franquia já nos primeiros doze dias de seu lançamento nos cinemas. Uma sequência, The Fate of the Furious, foi lançada em abril de 2017.

## Elenco
| Ator / Atriz                 | Personagem                |
| ---------------------------- | ------------------------- |
| Vin Diesel                   | Dominic Toretto           |
| Paul Walker/Cody Walker      | Brian O'Conner            |
| Michelle Rodriguez           | Leticia "Letty" Ortiz     |
| Dwayne Johnson               | Luke Hobbs                |
| Jordana Brewster             | Mia Toretto               |
| Tyrese Gibson                | Roman Pearce              |
| Nathalie Emmanuel            | Ramsey                    |
| Chris "Ludacris" Bridges     | Tej Parker                |
| Romeo Santos                 | Mando                     |
| Lucas Black                  | Sean Boswell              |
| Elsa Pataky                  | Elena                     |
| Jason Statham                | Deckard Shaw              |
| John Brotherton              | Sheppard                  |
| Djimon Hounsou               | Mose Jakande              |
| Sung Kang                    | Han (Arquivo de foto)     |
| Bow Wow                      | Twinkie (Arquivo de foto) |
| Kurt Russell                 | Sr. Ninguém               |
| Ronda Rousey                 | Kara                      |
| Iggy Azalea                  | Female Racer              |
| Gal Gadot                    | Gisele (Cena deletada)    |
| Miller Kimsey Charlie Kimsey | Jack O'Conner             |

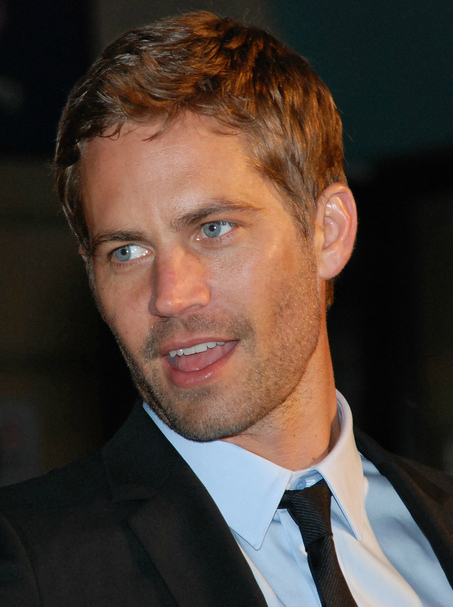
Furious 7 marcou a última atuação cinematográfica de Paul Walker, que morreu em um acidente de carro em 2013 durante a produção do filme. O longa é dedicado à sua memória contendo uma homenagem no fim deste.

Noel Gugliemi reprisa seu papel do primeiro filme como Hector, um organizador de corrida de rua. Luke Evans reprisa brevemente seu papel na franquia como Owen Shaw, na cena de z. Sung Kang, Gal Gadot, Bow Wow, Nathalie Kelley, Tego Calderón e Don Omar aparecem em arquivo de metragem de filmes anteriores, como Han, Gisele, Twinkie, Neela, Leo e Santos. Iggy Azalea e Romeo Santos fazem uma aparição no filme e contribuiram para a trilha sonora.

### Dublagem brasileira
- Estúdio de dublagem: Delart[9]
- Direção de Dublagem:  Pádua Moreira[9]
- Cliente:  Universal[9]
- Tradução:  Pavlos Euthymiou[9]
- Técnico(s) de Gravação:  Rodrigo Oliveira[9]
- Mixagem:  Gustavo Andriewiski[9]

Dubladores
- Dominic: Jorge Lucas[9]
- Brian: Philippe Maia[9]
- Letty: Gabriella Bicalho[9]
- Ramsey: Marcela Duarte[9]
- Roman: Duda Ribeiro[9]
- Tej: Alexandre Moreno[9]
- Petty: Ricardo Schnetzer[9]
- Hobbs: Jorge Vasconcellos[9]
- Deckard Shaw: Armando Tiraboschi[9]
- Mia: Evie Saide[9]
- Jakande: Ronaldo Júlio[9]
- Elena: Christiane Louise[9]
- Sheppard: Mário Tupinambá[9]
- Jack: Eduarda Móras[9]
- Kara: Izabel Lira[9]
- Sean: Marcelo Garcia[9]
- Twinkle: Luiz Sergio Vieira[9]
- Han: Julio Monjardim[9]
- Santos: Samir Murad[9]

## Produção

### Desenvolvimento
Em 4 de abril de 2013, Justin Lin, diretor da franquia desde The Fast and the Furious: Tokyo Drift (2006), anunciou que não voltaria a dirigir um sétimo filme, pois o estúdio pretendia produzir o filme em um cronograma acelerado prevendo um lançamento para o verão de 2014. Um dos grandes motivos era a dificuldade de conciliar o que o diretor estava fazendo no momento. Caso permanecesse, Lin teria que, ao mesmo tempo, cuidar da pós-produção e divulgação de Fast & Furious 6 e ainda trabalhar na pré-produção de Furious 7. Ele considerava que isso poderia afetar significavelmente na qualidade do produto final. Apesar do intervalo de dois para três anos como habitual entre as sequências anteriores, Universal escolheu seguir na produção de um filme mais rápido devido ter menos franquias de sucesso do que os estúdios concorrentes. No entanto, as entrevistas posteriores concedias por Lin, tem sugerido que o sexto filme sempre teve a intenção de ser o último dirigido por ele.
Ainda em abril de 2013, James Wan, conhecido por filmes de terror, foi anunciado como diretor do filme, com Neal H. Moritz retornando como produtor e Chris Morgan retornando para escrever o roteiro, sendo o quinto trabalho dele na série. Em 16 de abril de 2013, Vin Diesel anunciou que o longa teria um lançamento previsto para 11 de julho de 2014. Em maio de 2013, Diesel disse que Furious 7 teria Los Angeles, Tóquio e o Oriente Médio como locais de gravações.

### Elenco
Dwayne Johnson disse inicialmente que se Universal prosseguisse com o desenvolvimento acelerado do sétimo filme com uma data de lançamento para o verão, ele seria incapaz de participar devido conflitos de agenda com as filmagens de Hercules. No entanto, com a produção de Hércules concluída a tempo, ele confirmou seu retorno ao filme. Em agosto de 2013, foi anunciado que Kurt Russell estaria em negociações para se juntar ao elenco do filme. Diesel confirmou a participação dele através de uma foto de produção em sua página no Facebook, em setembro de 2013. Em agosto de 2013, a lutadora de UFC, Ronda Rousey confirmou estar em negociações para se juntar ao elenco, e o lutador de Muay thai, Tony Jaa também confirmou sua entrada para o elenco, fazendo sua estréia em Hollywood. No mesmo mês, foi relatado que Denzel Washington recusou um papel no filme, e que a Universal estava à procura de um outro ator que teria também um grande papel em um oitavo filme.

### Filmagens
As filmagens começaram no início de setembro de 2013, em Atlanta, Georgia. Abu Dhabi foi um local de filmagem, onde a produção recebeu um desconto de 30%. A iniciativa financeira foi lançada em setembro de 2012, como um incentivo pelo governo de Abu Dhabi para atrair produções cinematográficas e televisivas internacionais para o Emirado. Estradas de Pikes Peak no Colorado foram fechadas em setembro para filmar algumas sequências de corridas.
A cena de carros soltando de uma avião foi chefiada pelo dublê, Spiro Razatos, que supervisionou algumas cenas em Fast Five e Fast & Furious 6. Razatos disse ao Business Insider que ele preferia acrobacias reais do que CGI porquê ele queria que toda a sequência "soasse real" e satisfizesse as expectativas do público. Para esta cena que levou meses de preparação, precisavam de câmeras para serem montadas em carros de uma maneira que não seriam destruídas quando o carro chegasse ao solo. E a equipe precisava de uma forma segura de jogar os carros para fora do avião. Durante a tomada final, as filmagens ocorreram em Colorado com dois aviões, voando a 12 mil pés, deixando cair dois carros cada. Mais de 10 câmaras foram usadas para a sequência. Além de câmaras em solo, outras foram operadas remotamente dentro do avião, e outras três montadas no exterior de cada veiculo. Câmeras adicionais estavam em um helicóptero, onde Razatos estava em uma distância considerável comandando tudo por monitores. Três paraquedistas foram utilizados nas filmagens usando câmeras no capacete. Eles mergulharam para fora antes que os carros ou depois deles. Razatos admitiu que foi a cena mais difícil comandada por ele na franquia.
Em 30 de novembro de 2013, enquanto fez uma pausa para o feriado de Ação de Graças, Paul Walker que retratou Brian O'Conner, morreu em um acidente de carro. No dia seguinte, a Universal anunciou juntamente com as condolências a família que a produção do filme continuaria, agora em caráter de homenagem ao ator. Também foi informado que seria adiado a estréia, com um intervalo que permitiria aos cineastas refazer o filme. Em 4 de dezembro de 2013 a Universal Pictures colocou a produção em espera indefinidamente. Wan confirmou mais tarde que o filme não tinha sido cancelado. Em 22 de dezembro de 2013, Diesel postou em sua página no Facebook que o filme seria lançado em abril de 2015. Em 27 de fevereiro de 2014, The Hollywood Reporter informou que as filmagens seriam retomadas em 1 de abril, sendo baseadas em um roteiro já reescrito. O elenco e a equipe se dirigiram à Atlanta para cerca de oitos semanas de filmagens. As filmagens se encerraram em 11 de julho de 2014 — data em que inicialmente tinha sido marcada para o lançamento do filme.

### Requalificação do personagem de Paul Walker
Em 6 de janeiro de 2014, foi relatado que o personagem de Walker seria aposentado da equipe em vez de morto, e que novas cenas seriam desenvolvidas para aposentar o personagem, permitindo que a franquia continuasse sem furos. Em 21 de março de 2014, o New York Daily News especulou que o estúdio havia contratado quatro atores com porte físico semelhante ao de Walker, e que CGI seria usado para o seu rosto e voz ajustada também em computador. Em 15 de abril de 2014, foi anunciado que os irmãos de Walker, Caleb e Cody Walker, seriam usados como dublês. Para recriar os componentes faciais de Walker foram usadas cenas inéditas dos filmes anteriores mesclando-as com CGI produzidos pela empresa Weta Digital de Peter Jackson. A empresa de Peter é especialista em captura de movimento, sendo esta técnica aplicada ao rosto dos irmãos de Walker, em conjunto de ângulos de câmeras cuidadosamente escolhidos.

### Música
A trilha sonora do filme foi composta por Brian Tyler, que esteve a frente da trilha do terceiro, quarto e quinto filme da franquia. "Há uma componente emocional para Fast & Furious 7, que é único" disse Tyler sobre a sua experiência. "Eu acho que as pessoas vão realmente se surpreender com isso". O álbum de trilha sonora do filme foi lançado pela Atlantic Records em 17 de março de 2015.
As canções do filme incluem:
- "Ay Vamos" (J Balvin)
- "Go Hard or Go Home" (Wiz Khalifa & Iggy Azalea)
- "Ride Out" (Kid Ink, Tyga, Wale, YG & Rich Homie Quan)
- "My Angel" (Prince Royce)
- "Delirious" (Steve Aoki, Chris Lake & Tujamo, Kid Ink)
- "Get Low" (Dillon Francis e DJ Snake)
- "See You Again" (Wiz Khalifa e Charlie Puth)

## Recepção

### Desempenho comercial
Furious 7 arrecadou US$ 353 milhões nos Estados Unidos e Canadá e US$ 1,163 bilhão em outros países, obtendo um total mundial de US$ 1,516 bilhão, contra um orçamento de produção entre US$ 190-250 milhões. Foi o terceiro filme de maior bilheteria global de 2015 e o quarto filme de maior bilheteria de todos os tempos até então. Furious 7 também foi o filme mais rápido a atingir a marca de US$ 1 bilhão na época, fazendo isso em dezessete dias. Também se tornou o primeiro filme a ultrapassar US$ 1 milhão de receita com exibições 4DX em todo o mundo. A Deadline Hollywood calculou o lucro líquido do filme em US$ 354 milhões, contabilizando orçamentos de produção, marketing, participações de talentos e outros custos; as receitas de bilheteria e as receitas de mídia doméstica colocaram-no em quinto lugar na lista dos "blockbusters mais valiosos".
Em todo o mundo, Furious 7 foi lançado em 810 cinemas IMAX, tornando-se o maior lançamento mundial na história do formato. Sua abertura mundial de US$ 397,6 milhões foi a segunda maior abertura de todos os tempos. O filme teve um total de US$ 20,8 milhões em seu fim de semana de estreia nos cinemas IMAX.

### Resposta da crítica
O filme recebeu críticas positivas dos críticos de cinema, sobretudo por conta de sua homenagem a Paul Walker. O site agregador de resenhas cinematográficas Rotten Tomatoes relata um índice de aprovação de 81% com uma pontuação média de 7,70/10, com base em 281 críticas, dando a Furious 7 a melhor avaliação de um filme da franquia no site até o momento; o consenso crítico diz: "Servindo uma nova rodada de emoções exageradas ao mesmo tempo em que adiciona um peso dramático inesperado, Furious 7 mantém a franquia bastante atual através de várias maneiras". O Metacritic, que usa uma média ponderada para avaliação dos filmes, atribui a pontuação 67/100 com base em 50 críticos para Furious 7, indicando "críticas geralmente favoráveis". O público entrevistado pelo CinemaScore deu ao filme uma nota média "A" em uma escala de "A+" a "F".
Furious 7 recebeu críticas altamente positivas em sua exibição secreta no festival de cinema South by Southwest em 16 de março de 2015. Ramin Setoodeh, crítico de cinema da revista Variety, observou que os fãs começaram a fazer fila do lado de fora quatro horas antes do início do filme. Quando o longa se encerrou com a homenagem a Walker, muitos fãs não conseguiram conter as lágrimas na sala de exibição. O comentarista de cinema Wesley Morris escreveu: "Quem imaginaria que uma série viciada em movimento também poderia convocar uma solenidade que o deixa comovido?" A. O. Scott, do jornal The New York Times declarou: "Furious 7 estende a ética inclusiva e resiste a estereótipos de seus antecessores. Em comparação com quase qualquer outra empresa de grande escala e grande estúdio, a marca "Furious" pratica uma abordagem inteligente e nada grande - abordam o multiculturalismo e acenam tanto para o feminismo quanto para o tradicionalismo doméstico". John DeFore, do The Hollywood Reporter, criticou o filme, descrevendo-o como "estupidamente divertido", dizendo ainda que o seu tempo de duração estava "superinflacionado"; ele também comparou assistir ao filme a um jogo mórbido, além de criticar o roteiro.